# Władysław Filar (pułkownik)
Władysław Tadeusz Filar ps. Hora, Wondra (ur. 18 lutego 1926 w Iwaniczach Nowych, zm. 13 sierpnia 2019 w Warszawie) – pułkownik Wojska Polskiego w stanie spoczynku, profesor zwyczajny nauk wojskowych (1983) (informatyka, dowodzenie wojskowe, komputerowe modelowanie systemów), historyk wojskowości, żołnierz 27 Wołyńskiej Dywizji Piechoty Armii Krajowej, pracownik naukowy Akademii Sztabu Generalnego, wykładowca Wyższej Szkoły Oficerskiej Wojsk Łączności. Wiceprzewodniczący Zarządu Okręgu Wołyńskiego Światowego Związku Żołnierzy Armii Krajowej.

## Życiorys
Syn Władysława i Wiery. Jego ojciec był nauczycielem, organizował szkoły powszechne na terenie powiatu włodzimierskiego. Do 1937 Władysław uczył się w Publicznej Szkole Powszechnej w Porycku. W latach 1937–1939 uczeń gimnazjum im. Mikołaja Kopernika we Włodzimierzu, a po agresji ZSRR na Polskę i aneksji województwa wołyńskiego przez ZSRR kontynuował naukę w szkole sowieckiej w Porycku. Po ataku III Rzeszy na ZSRR w latach 1941–1943 pracował w rodzinnym gospodarstwie. Wiosną 1943 za sprawą Jerzego Krasowskiego, nowego nauczyciela szkoły w Iwaniczach, wszedł w środowisko polskiej konspiracji na Wołyniu. 11 lipca 1943, wobec ataku UPA na polską ludność, wraz z całą rodziną uciekł do Włodzimierza, gdzie wstąpił do tolerowanej przez Niemców samoobrony polskiej. Od 14 grudnia 1943 na rozkaz konspiracji podjął służbę w złożonym z Polaków 107 batalionie Schutzmannschaft, stacjonującym w niemieckich koszarach w Maciejowie, przeniesionym przez Niemców z Włodzimierza. W batalionie pełnił funkcję kierownika kancelarii, był jednym z ośmiu członków komórki konspiracyjnej.
Po przekroczeniu 4 stycznia 1944 granicy Polski przez Armię Czerwoną w rejonie Rokitna, komendant Okręgu Wołyń Armii Krajowej płk Kazimierz Bąbiński (ps. Luboń) wydał 15 stycznia 1944 rozkaz mobilizacji sił okręgu w ramach akcji „Burza”. W nocy z 20/21 stycznia grupa konspiracyjna z udziałem Filara doprowadziła do przejścia policjantów batalionu w szeregi Armii Krajowej. Batalion po dojściu w miejsce koncentracji we wsi Suszybaba, k. Kupiczowa (pomiędzy Włodzimierzem a Kowlem), po złożeniu przysięgi został wcielony do różnych kompanii formowanej tam 27 Wołyńskiej Dywizji Piechoty Armii Krajowej. Filar został wcielony do 3 kompanii I/50 pp, służył początkowo pod rozkazami „Jura”, później Zbigniewa Ścibora-Rylskiego (ps. Motyl), przydzielony został do prowadzenia ewidencji kompanii. Uczestniczył w walkach z oddziałami niemieckimi i UPA w Osiekrowie, Korytnicy, Sztuniu, w okrążeniu w lasach szackich, przeprawie przez Bug, w akcji „Burza” na Lubelszczyźnie (w rejonie Kamionki). Kompania została rozbrojona przez Armię Czerwoną 25 lipca 1944.
We wrześniu 1944 wstąpił w Lublinie do ludowego Wojska Polskiego. Został szefem kancelarii 4 samodzielnego batalionu żandarmerii, który zabezpieczał ochronę Sztabu Głównego Wojska Polskiego. W maju 1945 Filar awansował na starszego adiutanta batalionu, od grudnia 1945 pełnił obowiązki kwatermistrza batalionu. W listopadzie 1946(?) 1953 został kwatermistrzem 2 pułku piechoty w Skierniewicach. W latach 1945–1948 członek PPR, a następnie PZPR.
W 1954 skierowany do Akademii Sztabu Generalnego im. Karola Świerczewskiego w Rembertowie, na fakultet operacyjny. W 1956 ukończył akademię z pierwszą lokatą i uzyskał tytuł oficera dyplomowanego. Po ukończeniu nauki rozpoczął pracę naukową w Akademii na stanowisku wykładowcy. W 1959 zainteresował się cybernetyką, a szczególnie badaniami nad operacją. Uczęszczał na wieczorowy kurs badań operacyjnych prowadzony przez prof. Wiesława Sadowskiego w Pałacu Kultury i Nauki, a później ukończył dwuletni kurs badań operacyjnych zorganizowany w Akademii.
Równolegle z pracą dydaktyczną kontynuował studia doktoranckie w Katedrze Historii Sztuki Wojennej. W 1963 roku uzyskał doktorat nauk wojskowych z historii wojskowości pod kierownictwem prof. Stanisława Okęckiego.
W 1966 skierowany został do nowo utworzonego Instytutu Dowodzenia ASG na stanowisko kierownika zakładu zajmującego się problematyką zastosowania elektronicznych maszyn cyfrowych w rozwiązywaniu zadań materiałowo-technicznego zabezpieczenia wojsk.
W styczniu 1968 zwrócił się z prośbą do komendanta ASG WP o otwarcie przewodu habilitacyjnego. Jego rozprawa habilitacyjna na temat organizacji i planowania przewozów środków materiałowych w działaniach bojowych na szczeblu armii i frontu przy wykorzystaniu elektronicznych maszyn cyfrowych ukazała się drukiem już w połowie 1968, ale obrona pracy odbyła się dopiero 6 maja 1970. Filar znalazł się wśród trzech pierwszych doktorów habilitowanych w Akademii Sztabu Generalnego.
W 1972 roku odbywał praktykę jako kwatermistrz-zastępca dowódcy 11 Dywizji Pancernej w Żaganiu. W 1973 otrzymał tytuł profesora nadzwyczajnego nauk wojskowych. Uroczyste wręczenie nominacji odbyło się 17 stycznia w Belwederze.
Po odbyciu praktyki liniowej powrócił na dotychczasowe stanowisko w Instytucie Dowodzenia ASG WP. W latach 1979–1984 był komendantem filii Wojskowego Instytutu Informatyki. W 1983 otrzymał tytuł profesora zwyczajnego nauk wojskowych (informatyka, specjalność - dowodzenie wojskowe, komputerowe modelowanie systemów). Był członkiem rad naukowych wielu wojskowych instytutów naukowych. Od 1984 był zastępcą szefa Instytutu Badań Strategiczno-Obronnych Akademii Sztabu Generalnego WP. 
Pod koniec lat 80. XX wieku kierował zespołem i był współautorem projektu „Model-5” - pierwszego w Wojsku Polskim programu na komputer osobisty (PC), pozwalającego na prowadzenie symulacji komputerowej działań bojowych. Program ten był wykorzystywany do końca lat 90. XX wieku w ćwiczeniach prowadzonych przez Sztab Generalny Wojska Polskiego, sztaby okręgów wojskowych i podczas ćwiczeń akademickich w Akademii Sztabu Generalnego WP, a później Akademii Obrony Narodowej.
Po przekształceniu w 1990 Ośrodka Obliczeniowego Instytutu Badań Strategiczno-Obronnych Akademii Obrony Narodowej w Centrum Informatyki AON został jego pierwszym szefem (1990–1991).
1 października 1991 osiągnął wiek emerytalny. Na emeryturze podjął badania naukowe związane z działaniami 27 Wołyńskiej Dywizji Piechoty AK oraz stosunkami polsko-ukraińskimi w latach II wojny światowej.
Związał się z Okręgiem Wołyńskim Światowego Związku Żołnierzy Armii Krajowej i był wiceprezesem zarządu okręgu wołyńskiego Związku w latach 1992–2004. Był jednym z uczestników i współorganizatorów serii seminariów historycznych: Stosunki polsko-ukraińskie w latach drugiej wojny światowej. Polska – Ukraina: trudne pytania, zorganizowanych wspólnie przez Światowy Związek Żołnierzy Armii Krajowej i Związek Ukraińców w Polsce w latach 1996–2005.
Opublikował ponad 120 prac z dziedziny historii, taktyki i sztuki operacyjnej oraz zastosowań informatyki. W 2013 opublikował pamiętniki Wołyń-Lublin-Warszawa 1939–1989.
Wielokrotnie krytykował historyków ukraińskich za przedstawianie nieprawdziwego jego zdaniem obrazu rzezi wołyńskiej jako „walk polsko-ukraińskich”, „wojny domowej” lub „walk bratobójczych”, które pochłonęły równą ilość ofiar po obydwu stronach i w których obie strony dążyły do wyniszczenia ludności strony przeciwnej. Podkreślał, iż takie interpretowanie wydarzeń nie przyczynia się do naświetlenia źródeł akcji antypolskiej ani jej motywów. Teorię o „wojnie polsko-ukraińskiej” określał jako dezinformację wybielającą OUN i UPA, głoszoną przede wszystkim z powodów propagandowych. Równocześnie unikał stosowania w odniesieniu do tych wydarzeń określenia „ludobójstwo”, obawiając się, że jest ono zbyt trudne do zaakceptowania przez stronę ukraińską; w zamian promował termin „eksterminacja ludności polskiej na Wołyniu”.
Od 1945 żonaty z Krystyną z domu Popek.

## Współczesne opinie historyków
Ihor Iljuszyn uważa Władysława Filara za jednego z historyków tradycjonalistów, którzy w swoich pracach zajmują się rekonstruowaniem historii działalności ukraińskiego i polskiego podziemia, a także dziejami konfliktów przede wszystkim na terytorium Wołynia i Galicji Wschodniej. Większość badaczy z tej grupy Iljuszyn określił jako postrzegających konflikt ukraińsko-polski w sposób tendencyjny, zarzucając im obarczanie całą winą za wybuch i rozstrzygnięcie konfliktu jedynie OUN i UPA.
Rafał Wnuk zalicza Władysława Filara do historyków-tradycjonalistów, którzy byli uczestnikami lub świadkami wydarzeń, o których piszą i uznają za główny cel upamiętnienie tych wydarzeń i ludzi, którzy w nich uczestniczyli. Wnuk określa ich jako historyków jednego punktu widzenia (ang. mono-perspectivists), którzy skupiają się na opisie zbrodni OUN-UPA na Wołyniu i w Galicji i historii podziemia polskiego na tych terenach. Historycy tej grupy uważają, że ludobójstwo rozpoczęło się we wrześniu 1939 i zakończyło w 1947, zaś wszyscy Polacy zabici przez Ukraińców, niezależnie od okoliczności, są ofiarami ludobójstwa. W konsekwencji za ofiary ludobójstwa są uznawani: żołnierze Wojska Polskiego zabici przez komunistyczne bojówki we wrześniu 1939, ofiary pospolitych przestępców, żołnierze AK polegli w walce z UPA, Polacy służący w istriebtielnych batalionach – pomocniczej formacji NKWD w latach 1944-45, funkcjonariusze Ministerstwa Bezpieczeństwa Publicznego, Milicji Obywatelskiej, żołnierze Korpusu Bezpieczeństwa Wewnętrznego i ludowego Wojska Polskiego, którzy zginęli w akcji. Wnuk uważa, że takie podejście badawcze jest determinowane osobistymi doświadczeniami badaczy.

## Odznaczenia
- Krzyż Kawalerski Orderu Odrodzenia Polski
- Krzyż Walecznych
- Złoty Krzyż Zasługi
- Srebrny Krzyż Zasługi
- Brązowy Krzyż Zasługi
- Medal za Długoletnie Pożycie Małżeńskie (1996)[31]
- Medal 40-lecia Polski Ludowej
- Medal Wojska (trzykrotnie)
- Krzyż Partyzancki
- Krzyż Armii Krajowej
- Medal Zwycięstwa i Wolności 1945
- Złoty Medal „Za zasługi dla obronności kraju”
- Złoty Medal „Siły Zbrojne w Służbie Ojczyzny”
- Srebrny Medal „Siły Zbrojne w Służbie Ojczyzny”
- Brązowy Medal „Siły Zbrojne w Służbie Ojczyzny”
- Odznaka tytułu Zasłużony Nauczyciel PRL
- Medal Sztabu Generalnego WP "Amor Patriae Suprema Lex"

i inne

## Wybrane prace
- Badania operacyjne a problemy zaopatrywania i obsługi wojsk, Warszawa 1973, Wydawnictwo Ministerstwa Obrony Narodowej
- Przed Akcją Wisła był Wołyń, pod redakcją Władysława Filara, Wydawnictwo: Światowy Związek Żołnierzy Armii Krajowej, Warszawa 1997. ISBN 83-901947-4-0
- "Burza" na Wołyniu". Z dziejów 27 Wołyńskiej Dywizji Piechoty Armii Krajowej. Studium historyczno-wojskowe, Oficyna Wydawnicza „Rytm” i ROPWiM, Warszawa 1997. ISBN 83-86678-73-9
- Eksterminacja ludności polskiej na Wołyniu w drugiej wojnie światowej Warszawa 1999, wyd. Światowy Związek Żołnierzy Armii Krajowej, ISBN 83-908944-3-2
- Wołyń 1939-1944. Eksterminacja, czy walki polsko-ukraińskie, Wydawnictwo Adam Marszałek, Toruń 2003. ISBN 83-7322-621-4
- Przebraże – bastion polskiej samoobrony na Wołyniu. Bitwy i akcje. Wyd. Oficyna Wydawnicza „Rytm”, Warszawa 2007, ss. 128. Seria: Biblioteka Armii Krajowej, ISBN 978-83-7399-254-2;
- Wydarzenia wołyńskie 1939-1944: w poszukiwaniu odpowiedzi na trudne pytania. Toruń 2008, Dom Wydawniczy Duet, ISBN 978-83-89706-97-3
- Działania 27 Dywizji Piechoty Armii Krajowej, Warszawa 2011 (na prawach rękopisu) część 1., część 2.
- Wołyń-Lublin-Warszawa 1939-1989. Wspomnienia żołnierza 27 Wołyńskiej Dywizji Piechoty Armii Krajowej, Oficyna Wydawnicza „Rytm”, Warszawa 2013, ISBN 978-83-7399-554-3